# Pipinsburg (Sievern)
Die Pipinsburg war eine Burg, die am Nordufer der „Sieverner Aue“, wenige hundert Meter nördlich von Sievern, einem Stadtteil von Geestland im heutigen Landkreis Cuxhaven gelegen war.

## Lage und Baugeschichte

### Lage
Die Burg liegt am westlichen Rand des Geestrückens Hohe Lieth, welche an dieser Stelle durch die Sieverner Aue durchschnitten wird. Vor der Eindeichung der Wurster Marsch wird die Sievener Aue von der Weser her schiffbar gewesen sein. Die etwa kreisrunde Anlage hat einen Durchmesser von annähernd 60 Metern und ist von einem Ringwall umgeben, der heute noch eine Höhe von etwa sechs Metern aufweist. Zur Geestkante hin war keine weitere Befestigung notwendig, während landeinwärts zwischen der sich in nordöstlicher Richtung zirka 250 m erstreckenden Vorburg und der Hauptburg noch weitere Wälle und Gräben den Zugang sicherten. Die Vorburg selbst war mit einem niedrigen Wall mit Graben bzw. der Sieverner Aue geschützt.

### Geschichte

Pipinsburg, Heidenstadt und Heidenschanze um 1750

Pipinsburg im Jahr 1887

Die Lage der Burg am Zugang eines Wasserweges landeinwärts entspricht der Anordnung Karls des Großen und seiner Nachfolger, die Küste Sachsens in dieser Weise gegen die Wikinger zu sichern. Nachweise, dass die Anlage aus karolingischer Zeit stammt, haben sich jedoch bisher nicht finden lassen. Nach den Funden, die Agahd, Schuchhardt und Hofmeister zwischen 1906 und 1908 und Aust 1978 machten, wurde die mittelalterliche Burg kurz vor oder um 1000 erbaut und stammt aus der Zeit Ottos III.
Vermutlich wurde die Burg zerstört, als 1256 die Wurster Friesen den Adel auf der Geest verdrängten. 1343 vereinbarten die Ritter von Bederkesa mit Erzbischof Burchard Grelle von Bremen die Neubefestigung der Siverdesborg und überließen ihm dafür die halbe Burg. Obwohl bei den Ausgrabungen nur Fundamentreste hölzerner Anlagen gefunden wurden, muss es umfangreiche steinerne Befestigungen gegeben haben. 1864 wird berichtet, dass früher aus dem Wallring der Hauptburg viele Steine geholt wurden. Noch 1880/90 versuchte der Gemeindevorsteher von Sievern den Abbau weiterer Steine an der südlichen Umwallung und der Vorburg zu unterbinden. Die Burg wird kurz nach dem Wiederaufbau endgültig durch die Wurster Friesen geschleift worden sein. Schon 1346 errichten die Ritter auf der Burg Elmlohe – eine Seitenlinie der Ritter von Bederkesa – wegen der Todfeindschaft mit den Wurstfriesen in ihrem Dorf eine eigene Kirche.
Östlich der Burg liegt etwa einen Kilometer entfernt ebenfalls nördlich der Sieverner Aue die bedeutend ältere Heidenschanze sowie die Heidenstadt.

## Name

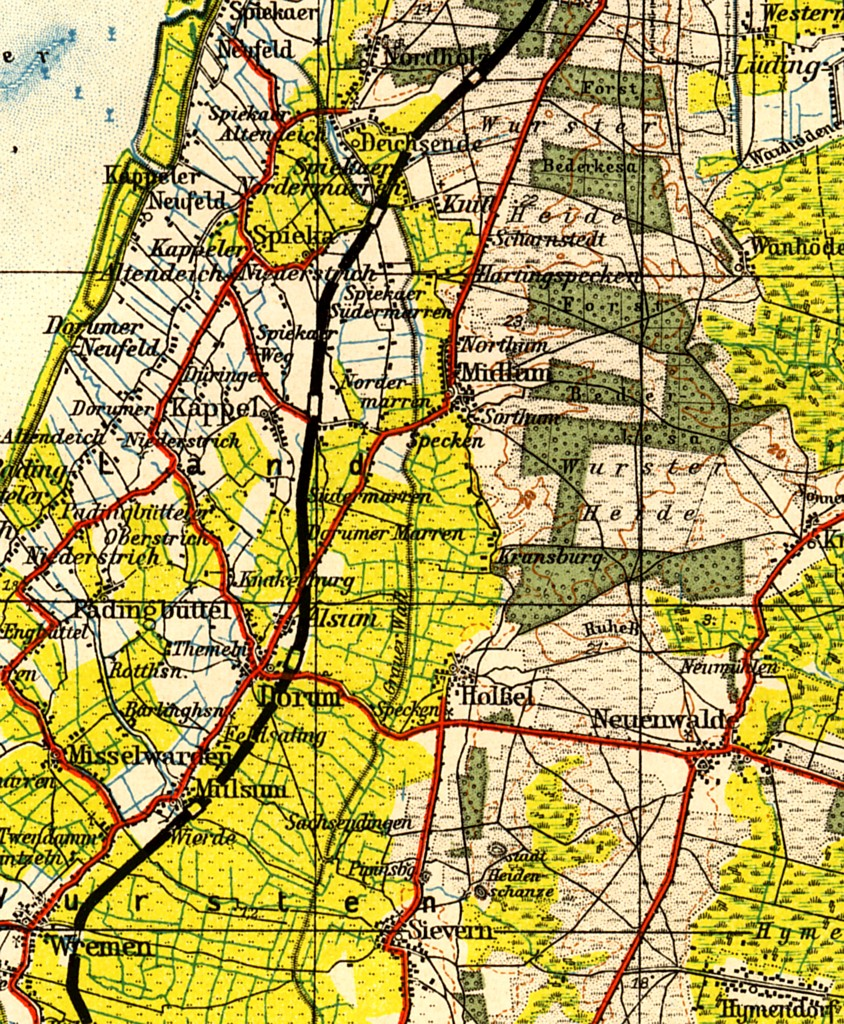
Lage der Pipinsburg (1906)

Pipinsburg auf der Karte von 1603

Der Name Pipinsburg findet sich erstmals 1603 in einer Karte in dem Werk Urbis Bremae et Praefectuaru von Wilhelm Dilich. Er ist nicht historisch, da er ansonsten in den Güterregistern des benachbarten Klosters Neuenwalde des 16. Jahrhunderts belegt wäre. Passend zur Pipinsburg wurde in den folgenden Jahrhunderten die benachbarte Heidenschanze auch Karlsburg genannt. Im Volksmund war von einer Ol Borg die Rede, während die Urkunden von 1343 sich auf eine Syverdesborch bezogen. Da bei den Ausgrabungen von 1906 bis 1908 nur Funde aus der Zeit um das Jahr 1000 gemacht wurden, nahm man zunächst an, dass die Pipinsburg nicht mit der Sieverdesburg identisch sei. Letztere wurde wegen eines Flurnamens Op de Borg direkt in Sievern vermutet. Nachdem 1976 durch Hans Aust in der Pipinsburg auch Besiedlungsspuren des 14. Jahrhunderts gefunden wurden, wird nach den Befunden und der Quellenlage von der Identität der Sieverdesburg mit der Pipinsburg ausgegangen.
Nach einer Namensauslegung wird vermutet, dass die Burg vor 1600 Pips- oder Pipingsburg genannt wurde. Der englische Begriff „to peep“ für ausspähen, auslugen und aufpassen fand als angelsächsisches Wort im Plattdeutschen eine ähnliche Entsprechung. Der Sinn des Wortes ging mit der Zeit verloren und so wurde der Name in Erinnerung an Karl dem Großen wegen der Namensähnlichkeit mit den karolingischen Hausmeiern oder dem König Pippin in Verbindung gebracht.

## Burgherren

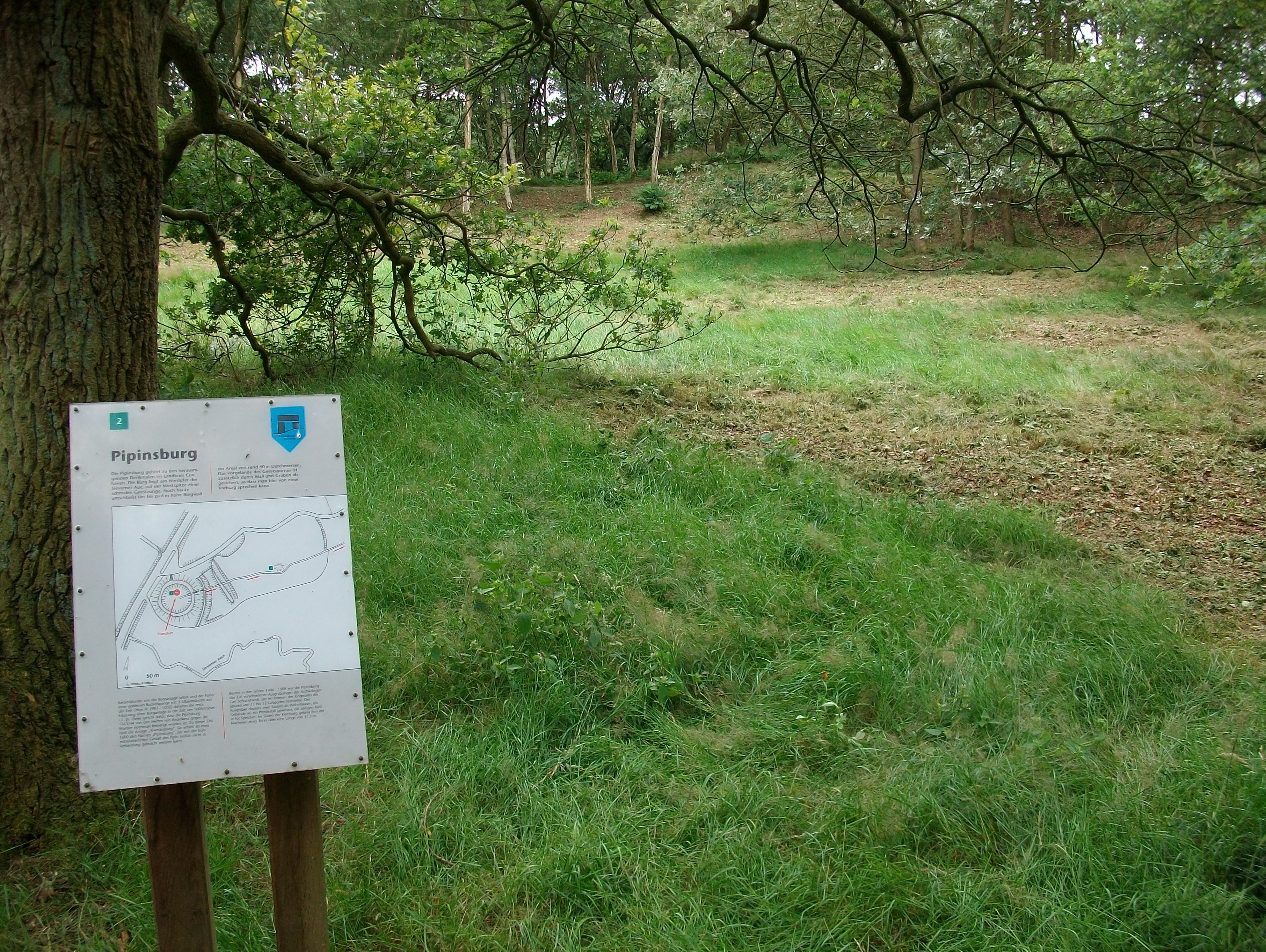
Pipinsburg (2011)

1219 stifteten die Edelherren und späteren Grafen von Diepholz auf ihrem Erbgut in Midlum ein Nonnenkloster, welches 1282 nach Altenwalde und 1334 nach Neuenwalde verlegt wurde, wo es noch heute als evangelisches Damenstift der Ritterschaft der ehemaligen Herzogtümer Bremen und Verden existiert. Da Midlum nur sieben Kilometer nördlich von der Pipinsburg liegt, wurde früher angenommen, dass die Pipinsburg der ursprüngliche Stammsitz der Diepholzer gewesen sei, den sie mit der Klostergründung aufgaben. Da die Ritter von Bederkesa dem Erzbischof 1343 die halbe Burg überließen, muss diese ihr Allodialgut gewesen sein. Sie besaßen um die Pipinsburg herum auf dem Geestrücken Hohe Lieth umfangreichen Grundbesitz und andere Rechte, die sie stückweise dem Kloster Neuenwalde, dessen Pröpste sie oft stellten, verkauften oder für die Aufnahme weiblicher Familienangehöriger überließen. Nach der Überlieferung um 1500 waren die Herren von Bederkesa, die als Kämmerer zu den wichtigsten Niederadelsfamilien des Erzstifts Bremen gehörten, edelfreier Herkunft, bevor sie wohl im 12. Jahrhundert in die Ministerialität des Erzbischofs eintraten. Da zudem im Spätmittelalter zu den Pertinenzen der Burg Bederkesa ein Drittel der Einnahmen des Gerichts des Landes Wursten auf dem Sieverdesham (später Klenkenham) gehörte, wird nach derzeitigem Forschungsstand vermutet, dass die Herren von Bederkesa ursprünglich von der Pipinsburg stammten.

## Sagen und Legenden
- Themeln[3]